# 規範科學
規範科學是研究價值或意義（規範），以及如何實現它的科學。規範科學與經驗科學的區別，是規範科學研究「應然」，而經驗科學研究「實然」。